# Dendrophryniscus stawiarskyi
Dendrophryniscus stawiarskyi é uma espécie de anfíbio da família Bufonidae. É endémica do Brasil e do bioma Mata Atlântica, conhecida apenas por sua localidade-tipo, Bituruna no estado do Paraná.
Os seus habitats naturais são: florestas subtropicais ou tropicais húmidas de baixa altitude. Está ameaçada por perda de habitat.